# Gats de l'Hermitage

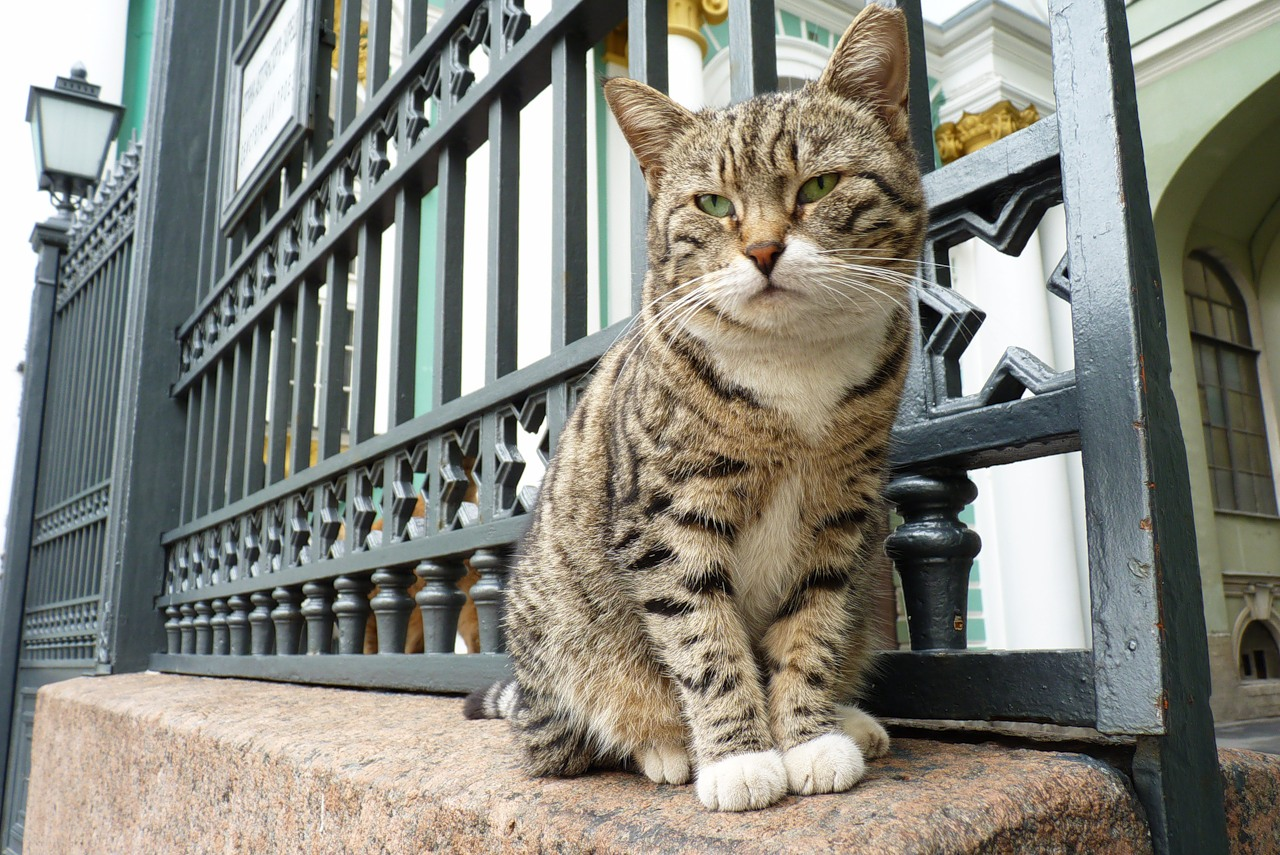
Un gat del museu

Els gats de l'Hermitage són gats del Museu Hermitage de Sant Petersburg (Rússia). El museu té un secretari de premsa, i tres persones que tenen cura d'aquests gats.
Des del segle xviii els gats han viscut dins del museu. L'any 1714, Elisabet I de Rússia va dir que el museu necessitava els gats, ja que hi havia rates. Els gats procedeixen de la ciutat de Kazan.